# Zamek Landskron (Meklemburgia-Pomorze Przednie)

Plan zamku

Zamek Landskron (niem. Burg Landskron lub Veste Landskron) – ruiny zamku w niemieckim kraju związkowym Meklemburgia-Pomorze Przednie koło wsi Janow w pobliżu Altentreptow na terenie Pomorza Zachodniego. Zamek ten został zbudowany w drugiej połowie XVI wieku przez rodzinę von Schwerin, dworzan książąt pomorskich; nadanie mu nazwy "korona kraju" (niem. Landskron) wywołało niezadowolenie książąt pomorskich.

## Historia
Landskron, wzniesiony z głazów narzutowych i częściowo z cegły, powstał w latach 1576–1579 z inicjatywy Ulricha II von Schwerin, syna wielkiego ochmistrza książąt wołogoskich Ulricha von Schwerin; zbudowano go na suchej wyspie wśród bagnistych łąk doliny rzeki Großer Landgraben, dopływu Tollense. Po śmierci Ulricha II przeszedł w ręce jego syna, Georga Ernsta von Schwerin, a następnie syna Georga Ernsta, Ulricha Wiganda von Schwerin. Po bezpotomnej śmierci Ulricha Wiganda w 1651 roku stał się własnością jego siostry, Anny, i został opuszczony. Już w 1668 roku był niezamieszkany i stopniowo popadł w ruinę. W XIX wieku ruiny te stały się popularnym miejscem wycieczek; w 1852 roku na terenie przedzamcza zbudowano gospodę.

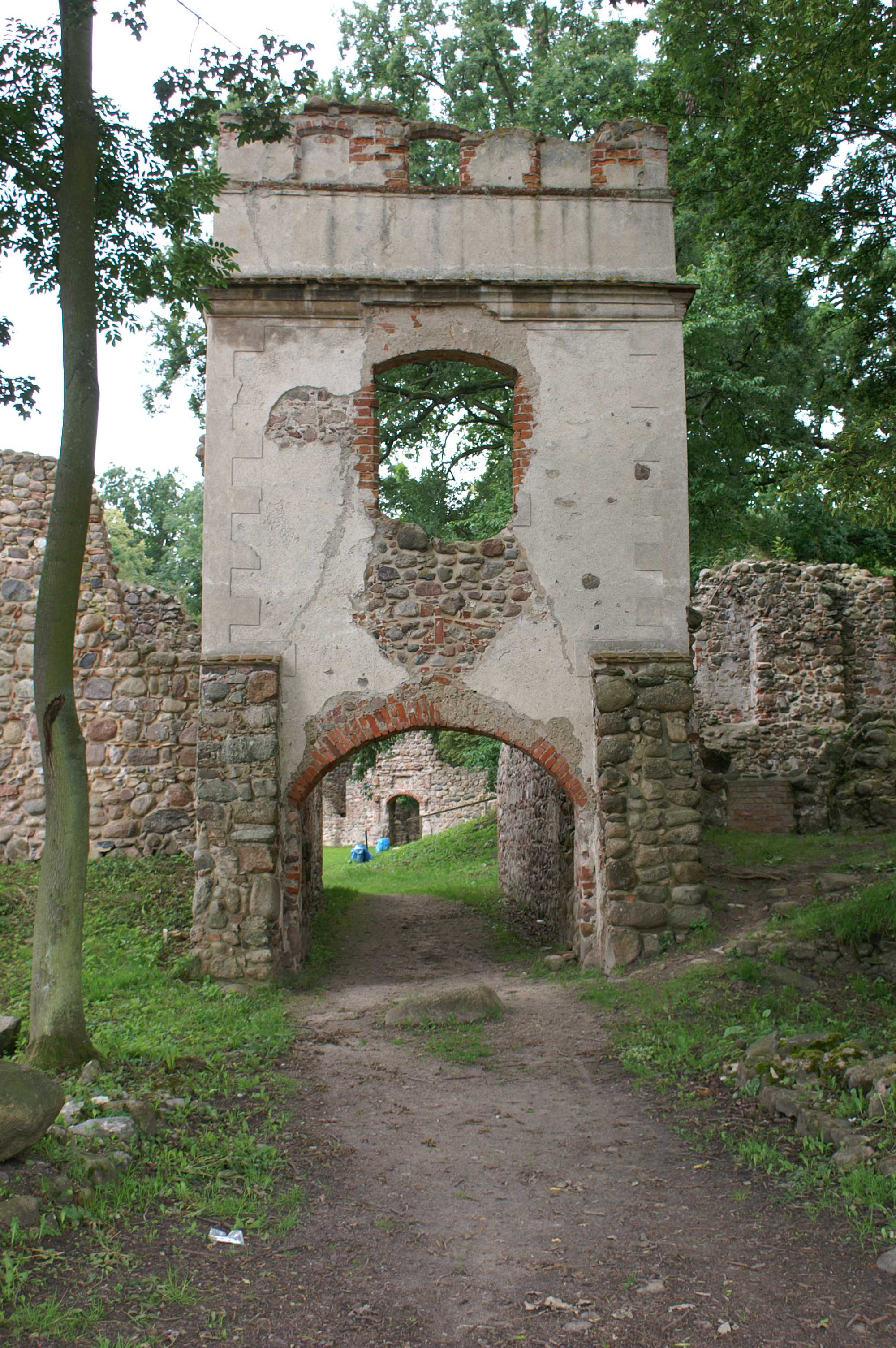
Ruiny domu bramnego zamku Landskron

## Plan zamku
Kompleks zamkowy, otoczony fosą i murami obwodowymi o wysokości około 3 metrów, składał się z przedzamcza i zamku głównego, zbudowanego na planie prostokąta o wymiarach 15 na 25 metrów; w narożnikach budowli znajdowały się czterokondygnacyjne okrągłe wieże, z których najlepiej zachowała się wieża południowo-zachodnia. Wjazd na przedzamcze, na którym znajdują się ruiny wartowni, kaplicy zamkowej i stajni, prowadził przez dom bramny.
W odległości 4 kilometrów na północny zachód od zamku Landskron znajduje się zamek Klempenow.